# Quamtana bonamanzi
Quamtana bonamanzi är en spindelart som beskrevs av Huber 2003. Quamtana bonamanzi ingår i släktet Quamtana och familjen dallerspindlar. Inga underarter finns listade i Catalogue of Life.